# Небылов
Небы́лов (укр. Небилів) — село в Перегинской поселковой общине Калушского района Ивано-Франковской области Украины.
Население по переписи 2001 года составляло 3400 человек. Занимает площадь 35,186 км². Почтовый индекс — 77670.